# Театр на Виноградах
Театр на Виноградах (чеш. Divadlo na Vinohradech) — драматический театр, расположенный в районе Винограды в центре чешской Праги.

## История
Идея создания театра в одном из старейших районов Праги Королевские Винограды обсуждалась с конца XIX века. В конкурсе на проект театрального здания победил архитектор Алоис Ченский, и с 1905 по 1907 годы под руководством Яна Маджера и Йозефа Веселы неподалёку от храма Святой Людмилы было возведено трёхэтажное сооружение. На его фасаде над главным входом были установлены аллегорические статуи крылатых ангелов авторства Милана Гавличека, символизирующих собой Отвагу (ангел с мечом) и Истину (ангел с зеркалом). Балюстрады второго и третьего этажа были украшены скульптурами и античными колоннами.
Премьерным спектаклем, поставленным в театре на Королевских Виноградах и показанным публике 24 ноября 1907 года, стала пьеса Ярослава Врхлицкого «Годива». На протяжении первых 12 лет своего существования зрителям здесь представлялись как оперные, так и драматические постановки, однако позднее оперная труппа под руководством Отакара Острчила покинула театр, и в его репертуаре осталось лишь драматическое направление с худруком Ярославом Квапилом. В период с 1921 по 1925 годы в театре заведующим литературной частью работал известный чешский драматург Карел Чапек. На сцене театра в 1920-1924 гг Леопольда Досталова играла Электру в одноимённой постановке Софокла.
С 1922 года здание театра перешло в ведение мэра Праги и в октябре 1923 года он был переименован в театр на Виноградах. В первые годы оккупации Чехословакии нацистами и создания на её территории протектората Богемии и Моравии театр был закрыт, а в его здании немцами был оборудован кинотеатр. В годы войны труппа под руководством Франтишека Гоца была вынуждена выступать в музыкальном театре в Карлине и лишь после её окончания вернулась на родную сцену.
С 1950 года руководство театром перешло к Министерству обороны. До середины 60-х годов он носил название Центрального театра Чехословацкой армии, а в его репертуар в большинстве своём входила пропаганда социалистического реализма. Своё первоначальное имя театр вернул при директоре Франтишеке Павличеке. С этого времени артистам снова стало возможным ставить классические и современные драматические постановки.
В наши дни театр на Виноградах является одним из главных центров культурной жизни Чехии, а его репертуар представлен постановками произведений Шекспира, Ибсена, Островского, Чехова, Достоевского, Когоута и прочих знаменитых драматургов. Главный зал рассчитан на 767 мест, малый вмещает до 60 зрителей. Как и многие годы назад, здесь работают известные чешские актёры и режиссёры, а также приезжают с гастролями театры из России, Европы и Америки.